# The Raid
The Raid, anteriormente llamada Serbuan maut, titulada La redada en Hispanoamérica y Redada asesina en España, es una película de acción y artes marciales indonesia de 2011, escrita y dirigida por Gareth Evans. Fue protagonizada por Iko Uwais, Joe Taslim, Donny Alamsyah, Pierre Gruno y Ray Sahetapy. La trama gira en torno a un grupo de policías que debe hacer una redada en un edificio lleno de criminales. La película fue estrenada el 13 de abril de 2012 en Estados Unidos, donde fue titulada The Raid: Redemption.
La película tiene una segunda parte, The Raid 2: Berandal, que fue estrenada en abril de 2014.

## Argumento
Rama (Iko Uwais), un policía novato del escuadrón SWAT, es enviado junto a otros agentes  para hacer una redada en un edificio ubicado en la ciudad de Yakarta. El lugar es controlado por Tama Riyadi (Ray Sahetapy), un temido criminal que ha arrendado los apartamentos a diversos asesinos y delincuentes. Riyadi es protegido por dos guardaespaldas, Andi (Donny Alamsyah) y Mad Dog (Yayan Ruhian). La misión de los policías es ingresar al edificio y arrestar a Riyadi, con el fin de detener su negocio como narcotraficante. El equipo de policías es liderado por el sargento Jaka (Joe Taslim) y el teniente Wahyu (Pierre Gruno).
Al entrar al edificio, los policías capturan a uno de los residentes, quien llevaba medicina para su esposa. El grupo sube sigilosamente los pisos del edificio, inmovilizando a los delincuentes que encuentran en el camino. Sin embargo, al llegar al sexto piso, un niño le avisa a Riyadi de los policías, y el criminal da la señal a sus secuaces de la presencia de los agentes. Dos francotiradores matan a los agentes que estaban haciendo guardia fuera del edificio, mientras que un grupo de delincuentes mata a los que estaban en el furgón de policía. Riyadi, quien ve lo que está sucediendo a través de cámaras repartidas en el edificio, avisa a sus inquilinos que les librará de la obligación de pagar alquiler a cambio de matar a los policías.
En medio del enfrentamiento, el sargento Jaka descubre que la redada no fue ordenada por el departamento de policía, y solo el teniente Wahyu sabía de la operación. Por lo tanto, están impedidos de solicitar refuerzos. Los delincuentes matan a la mayoría de los policías, y los supervivientes se refugian en un apartamento. Tras una explosión solo quedan cinco policías con vida: el sargento Jaka, el teniente Wahyu, Rama, Bowo y Dagu. Los agentes se dividen en dos grupos, Rama y Bowo se dirigen al séptimo piso, mientras que los otros tres van al quinto.
Rama y Bowo logran llegar al apartamento del inquilino que llevaba medicina a su esposa y se esconden en un compartimiento secreto. Un grupo de delincuentes llega al apartamento para registrarlo en busca de policías, pero no los encuentran. Tras esto, Rama deja a Bowo, que estaba herido, al cuidado del inquilino, e intenta encontrar alguna forma de salir del edificio. El policía es atacado por unos delincuentes, y tras vencerlos es atrapado por Andi, guardaespaldas de Riyadi. El sargento Jaka, por su parte, es encontrado por Mad Dog, mientras que el teniente Wahyu y Dagu logran huir. Mad Dog decide no matar a Jaka con su pistola, sino que opta por pelear con él. El guardaespaldas logra vencer al sargento y lo mata quebrando su cuello. Posteriormente, se revela que Rama es hermano de Andi, y huyó de su familia años atrás. Rama intenta convencerlo de regresar a la casa, pero Andi se niega.
Riyadi descubre a través de sus cámaras que Andi no mató a Rama, y ordena a Mad Dog que lo torture. Mientras tanto, Rama logra reunirse con el teniente Wahyu y Dagu, por lo que se dirigen al piso 15, donde está Riyadi. En el camino, Rama encuentra a Mad Dog y Andi, y ambos hermanos se enfrentan al guardaespaldas. Tras una larga pelea, Andi y Rama logran matarlo enterrándole un pedazo de vidrio en el cuello. Wahyu y Dagu logran capturar a Riyadi, pero el teniente mata al policía y decide llevar él solo al criminal. Tras esto, Riyadi le dice a Wahyu que arrestarlo no servirá de nada, ya que ha sobornado a miembros de gran rango dentro de la policía. Wahyu se enfada y mata al criminal, tras lo cual intenta suicidarse, pero no tiene balas. Con la muerte de Riyadi, Andi sube a su oficina y avisa a los inquilinos del edificio que no hay que preocuparse de los policías. Dado que la confesión de Riyadi sobre los policías corruptos había sido grabada por las cámaras, Andi le pasa las cintas a su hermano. 
La película termina con el sargento Wahyu, Rama y Bowo abandonando el edificio junto al cadáver de Riyadi. Antes de irse, Rama intenta una vez más convencer a su hermano para que regrese a casa, pero Andi vuelve a rehusarse.

## Reparto
- Iko Uwais ... Rama
- Donny Alamsyah ... Andi
- Ray Sahetapy ... Tama Riyadi
- Yayan Ruhian ... Mad Dog
- Pierre Gruno ... Teniente Wahyu
- Joe Taslim ... Sargento Jaka
- Tegar Satrya ... Bowo
- Eka Rahmadia ... Dagu
- Verdi Solaiman ... Budi
- Ananda George ... Ari

## Producción
Tras estrenar la película Merantau, el director Gareth Evans comenzó a trabajar en una nueva cinta de acción titulada Berandal, que iba a tener como actores nuevamente a Iko Uwais y Yayan Ruhian, además de algunas estrellas internacionales. La trama del proyecto iba a girar en torno a pandillas carcelarias, pero la película resultó más compleja de lo planeado. Debido a eso, y a dificultades financieras, el equipo de producción decidió cambiar el proyecto a uno más acotado, con una historia más simple, que fue titulado Serbuan maut. Según Evans, la principal influencia al momento de escribir el guion fue Peace Hotel (1995), una película protagonizada por Chow Yun-Fat y dirigida por Wai Ka-Fai. Otros filmes que tuvo en cuenta fueron Asalto a la comisaría del distrito 13 (1976) y Die Hard (1988).
Las coreografías de las peleas mostradas en el filme fueron diseñadas por Iko Uwais y Yayan Ruhian. El período de preproducción duró aproximadamente tres meses, durante los cuales filmaron las versiones preliminares de las secuencias de acción. Dicho material sirvió como base al momento de rodar la película. Los actores que interpretaron a los policías fueron enviados a un campamento de entrenamiento, donde recibieron instrucciones sobre uso de armas, estrategias de ataque y técnicas de defensa. Los actores fueron instruidos por miembros de Kopaska, una división de la Marina de Indonesia.
El rodaje de la película comenzó en marzo de 2011. La cámara utilizada para filmar fue una Panasonic AF100.

## Música
La banda sonora original de la película fue compuesta por Aria Prayogi y Fajar Yuskemal, quienes también habían trabajado en la película anterior de Evans, Merantau. En 2011, Sony Pictures Worldwide Acquisitions adquirió los derechos de distribución de Serbuan maut para Estados Unidos y contrató a Mike Shinoda del grupo Linkin Park y a Joseph Trapanese para que hicieran una nueva banda sonora para la película. La versión de la película con la nueva banda sonora de Shinoda y Trapanese fue estrenada en el Festival de Cine de Sundance.

## Estreno
Serbuan maut fue mostrada en diversos festivales de cine, incluyendo los de Sundance, Toronto y Estocolmo. La película fue estrenada el 23 de marzo de 2012 en Indonesia y el 13 de abril en Estados Unidos. Los derechos de distribución de la cinta en Estados Unidos fueron adquiridos por la compañía Sony Pictures Worldwide Acquisitions, que cambió su título a The Raid: Redemption. La película recaudó un total de $4.102.733 en aquel país.

## Recepción
Serbuan maut obtuvo una respuesta positiva por parte de la crítica cinematográfica. La película posee un 87% de comentarios positivos en el sitio web Rotten Tomatoes, basado en un total de 173 críticas, y una puntuación de 73/100 en Metacritic. Lou Lumenick del periódico New York Post la comparó con Asalto a la comisaría del distrito 13 y sostuvo que en la cinta indonesia "la acción es brutal, sangrienta y prácticamente imparable".